# فرودگاه هوندا
فرودگاه هوندا (به انگلیسی: Honda Airport) یک فرودگاه خصوصی است که یک باند فرود سنگفرش دارد و طول باند آن ۷۲۰ متر است. این فرودگاه در شهر اوکه‌گاوا، سایتاما کشور ژاپن قرار دارد و در ارتفاع ۱۲ متری از سطح دریا واقع شده‌است.